# Слава (вірш)
«Слава» — вірш Тараса Шевченка, що входить до ліричного циклу (триптиху) «Доля», «Муза», «Слава» 1858 року, у якому звучить мотив покликання і надзвичайної долі поета, мистця, свідомого своєї місії.

## Історія створення і публікації
Зберіглося декілька чистових автографів вірша, які зберігаються в Інституті літератури ім. Т. Шевченка: у щоденнику Шевченка — запис від 9 лютого 1858 року; у листі до М. С. Щепкіна від 10 лютого 1858 року; у листі до М. М. Лазаревського від 22 лютого 1858 року; у «Більшій книжці».
Дата у «Більшій книжці» до циклу «Доля», «Муза», «Слава»: «1858. Нижній Новгород». Вірш датується за часом запису твору до щоденника Шевченка: 9 лютого 1858 року, та місцем написання — Нижній Новгород.
Найраніший відомий текст — автограф у щоденнику поета 9 лютого 1858 року, переписаний з невідомого автографа. Наступного дня, 10 лютого, поет переписав цей текст з виправленнями до листа М. С. Щепкіну, а 22 лютого — до листа М. М. Лазаревському.
У 1858 році, не раніше 18 березня й не пізніше 22 листопада, Шевченко, переробивши вірш, переписав його до «Більшої книжки», текст якої остаточний.
Вперше вірш надруковано в журналі «Основа» 1862 року за текстом щоденника Шевченка.
До збірки творів вперше введено у виданні: «Кобзарь Тараса Шевченка / Коштом Д. Е. Кожанчикова» 1867 року за «Більшою книжкою» з кон'єктурою у рядках 21 — 22, зробленою з цензурних міркувань.
Твір поширювався у списках з автографів і друкованих текстів. За «Більшою книжкою» виконано рукописну копію П. О. Куліша; за текстом першодруку — список у переписаному Д. Демченком «Кобзарі» 1865 року; за автографом у листі до М. М. Лазаревського від 22 лютого 1858 року — у збірці «Сочинения Т. Шевченка» 1862 року та у збірці без назви й дати. Список невідомою рукою без назви й дати наводить різні варіанти із автографів щоденника Шевченка, листів до М. С. Щепкіна й М. М. Лазаревського, а також різночитання, походження яких не з'ясовано:
Назва: До слави
Крила розпустила? (6)
Та гарненько обіймемось (11)
Люблю тебе, моя люба! (17)
Та вже й пригорнутись (26)
Вірш складає заключну частину триптиха. Ю. О. Івакін вказує на тематичний зв'язок його з віршем «К N.» («О думи мої! О славо злая!»), написаним 1847 року на засланні.

## Ідейно-тематичний зміст
Мотив слави у Шевченковій поезії надзвичайно багатий і різноаспектний. Тут його розроблено у стилі своєрідного ліричного бурлеску — як принципове протистояння і «академічній» традиції урочистої, парадної мови про Славу як свого роду верховну санкцію на безсмертя, — і офіціозно-суспільному зловживанню символом Слави, коли вона стає не то заручницею, не то служницею влади, великих злочинів і коронованих злочинців, надається до купівлі-продажу. Поетові немов набрид панівний церемоніальний тон у розмові з такою неоднозначною персоною, і він звертається до неї мовою, яку вона теж, певен, чудово розуміє: як до «шинкарки», «перекупки п'яної». Але не гидує нею, а ніби піддражнює, по-панібратському глузує, бо доводиться визнати: «…я таки й досі // за тобою чимчикую…» Тобто йдеться про амбівалентність Слави: вона своя в недоброму товаристві, вона забруднена і продажна, але є в неї інша іпостась, що не піддається ніякому брудові й несе правдиву винагороду. Але про це пропонується тільки здогадуватися — з того, що поет усе-таки шукає спілки з нею. Тут Шевченко, іронізуючи і травестуючи, відходить від поважного ставлення до Слави як евфемізму безсмертя і не претендує на те, щоб вона взяла його на свої (в традиції — божественні — для божественного ж лету) крила: йому вистачить, аби «під крилом твоїм любенько // В холодку заснути». Вірш пов'язаний із попередніми частинами триптиха, а також із віршем «N. N.» («О думи мої! о славо злая!»). Як і в «N. N.», тут інтимно-лірична тема (жадання слави) переростає в соціальну (чим є слава в тогочасному суспільстві). Своєрідність бурлескного стилю вірша в тому, що він пов'язаний як з сатиричною, так і з інтимною темою твору і виступає переважно в ліричній функції. Гіркі жарти поета породжені його роздумами про славу в тогочасному суспільстві — «мальовану кралю» кесарів, таких, як «злодій» Наполеон ІІІ і Микола І. Водночас поет іронізує з власних жадань слави.
«Отож варто повернутися до першого вірша триптиха — „Доля“. Куди має вести поета його Доля? —
„Ходімо дальше, дальше слава,
 А слава — заповідь моя“.
От так. Доля і вела його до Слави. Крізь усі біди і катастрофи, розчарування, недуги — постійним триманням висоти. І Слава вже готувалася зустріти його в Москві й Петербурзі, як уже зустрічала його в Україні».— І. М. Дзюба